# Pitstop
Pitstop est un jeu vidéo de course développé et publié par Epyx en 1983 sur Atari 8-bit, Commodore 64, ColecoVision et Coleco Adam. Le joueur incarne un pilote de course et conduit son véhicule en vue à la première personne. Le jeu propose trois niveaux de difficulté, trois modes de jeu et six circuits différents. Il est principalement connu pour avoir introduit un système d’arrêt ravitaillement, concept à l’époque absent des jeux vidéo de course. Combiné avec celui de Jumpman et de Impossible Mission, son succès permet à Epyx de s’affirmer comme un acteur majeur du secteur du jeu vidéo. Il a bénéficié d’une suite, Pitstop II, publié en 1984.

## Accueil
| Pitstop |      |       |
| Média   | Pays | Notes |
| Tilt    | FR   | 4/6   |